# 小行星34543
小行星34543（34543 Davidbriggs）是一颗绕太阳运转的小行星，为主小行星带小行星。该小行星于2000年9月28日发现。

## 轨道参数
小行星34543的轨道半长轴为2.9396099 UA，离心率为0.051。